# Gertrude Baines
Gertrude Baines (6. dubna 1894 Shellman, Georgie – 11. září 2009) byla od 2. ledna 2009 (po smrti Marie de Jesusové z Portugalska) nejstarší člověk na světě. Je zapsána i v Guinnessově knize rekordů.